# Sabrina Scharf
Sabrina Scharf Schiller, född 17 oktober 1943 i Delphos, Ohio, är en amerikansk skådespelerska och advokat.

## Roller i urval
- 1966 – Mannen från UNCLE (TV-serie) (1 avsnitt)
- 1967 – Helvetesänglarna slår till igen
- 1968 – Star Trek: The Original Series (TV-serie) (1 avsnitt)
- 1968–1969 – Mannix (TV-serie) (2 avsnitt)
- 1968–1970 – Hogans hjältar (TV-serie) (2 avsnitt)
- 1969 – Easy Rider
- 1969–1971 – Hawaii Five-O (TV-serie) (3 avsnitt)
- 1969 – Krutrök (TV-serie) (1 avsnitt)
- 1973 – Banacek (TV-serie) (1 avsnitt)
- 1975 – Harry O (TV-serie) (1 avsnitt)
- 1975 – San Francisco (TV-serie) (1 avsnitt)